# Maria Augusta Conde Amaral

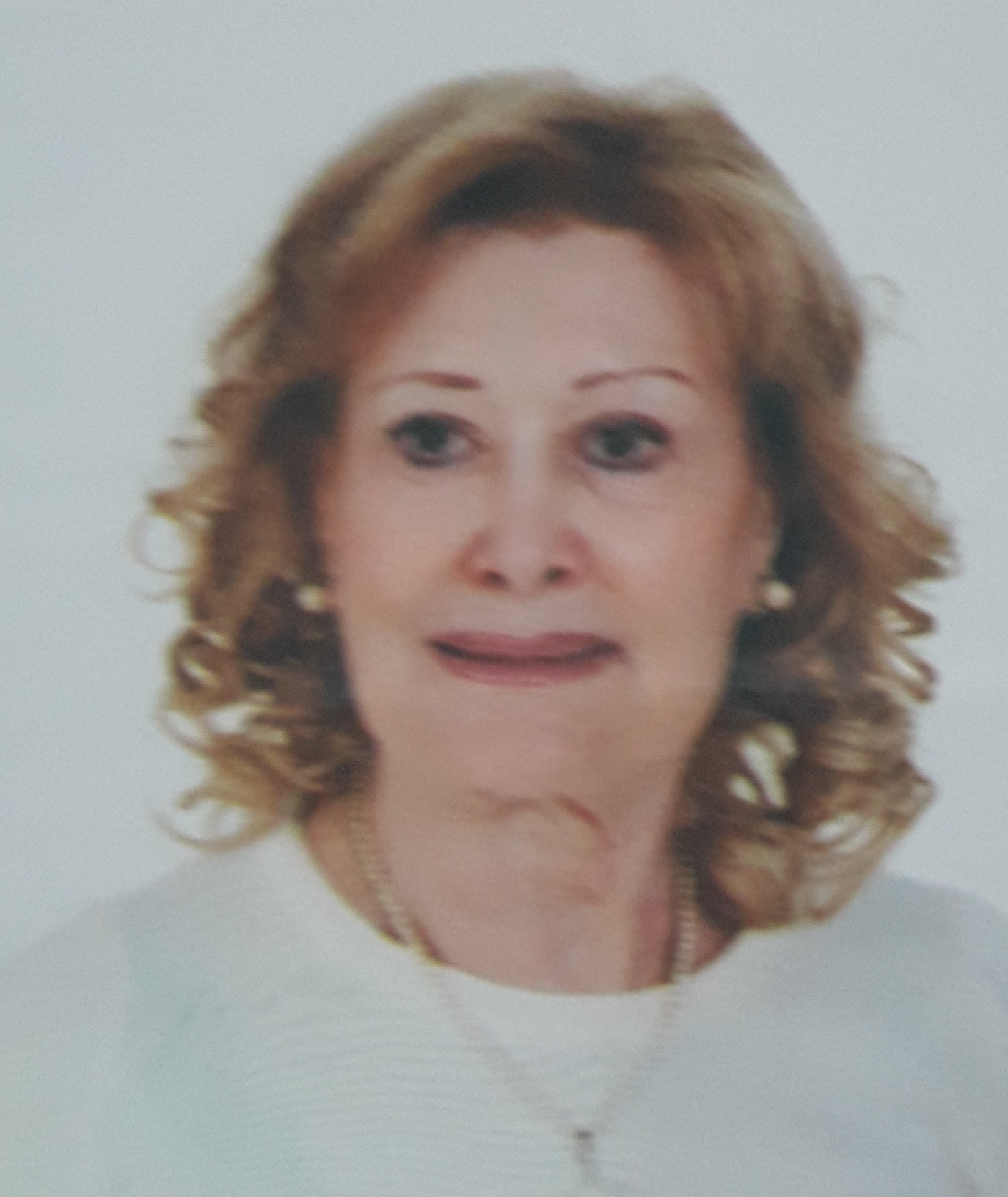
Maria Augusta Amaral

Maria Augusta Conde Amaral, também conhecida por Maria Augusta Amaral, é escritora e investigadora portuguesa.

## Vida
Maria Augusta Gomes Conde Amaral nasceu em Safara e iniciou os seus primeiros estudos em Évora, de onde é originária toda a sua família.
Desde muito cedo demonstrou, por um lado, a sua paixão pelo estudo da Língua Portuguesa, seus antecedentes e envolventes histórico-culturais; por outro lado, a docência seduzia-a.
Amaral é doutorada em Linguística Aplicada pela Faculdade de Letras da Universidade de Lisboa. De 1992 até 2007 exerceu o cargo de Diretora do Instituto Jacob Rodrigues Pereira, na Casa Pia de Lisboa. É licenciada em Clássicas, pelo mesmo estabelecimento de ensino.
Tornou-se conhecida pelo seu trabalho na área da investigação linguística da Língua Gestual Portuguesa (LGP) e do ensino bilingue para pessoas surdas, percurso que iniciou em 1963.

## Obra
Como meta de formação académica definiu o curso de Línguas e Literaturas Clássicas;  como docente uma formação eclética que proporcionasse  aos seus alunos uma apreensão  clara e eficaz dos conhecimentos.
Assim fez a sua licenciatura na Faculdade de Letras da Universidade de Lisboa em Línguas e Literaturas Clássicas – variante Estudos Clássicos e Portugueses que terminou com Distinção.
Foi então convidada para ministrar na referida Universidade as cadeiras de Latim e Literatura Clássica, o que aceitou.
Consciente da grande necessidade de adquirir mais consistentes conhecimentos pedagógicos que  potenciassem a formação académica dos seus alunos e tendo como paradigma o Curso do Magistério Primário adquirido ainda em Évora, resolveu, concumitantemente  à sua atividade, frequentar as seguintes formações:
- qualificação em Ciências da Educação ( Universidade Aberta de Lisboa );
- Curso de Professores de Crianças Autistas ( Ministério dos Assuntos Sociais );
- Curso de Professores de Educação pela Arte ( Escola Superior de Belas Artes );
- Curso de Especialização de Professores para o Ensino de Surdos ( Ministério dos Assuntos Sociais).
A área da sua licenciatura também foi complementada com :
- Mestrado em Línguas  e Literaturas Clássicas feito  na Universidade  Clássica de Lisboa:
- Doutoramento em Linguística também na Universidade Clássica de Lisboa.
Pelos finais da década de 1970, já após ter feito a sua especialização no Ensino de Surdos e começado a contactar com toda a comunidade  surda portuguesa, Maria Augusta Amaral começa a interessar-se vivamente pela comunicação deste grupo de crianças, jovens e adultos que,  entre si , tão bem se entendiam mas aos ouvintes a apreensão desta comunicação era completamente vedada.
Foi então o despertar de uma necessidade incontrolável de aprofundar a comunicação deste grupo; após alguns contactos com universidades da Europa teve conhecimento que a investigação sobre a comunicação das pessoas surdas estava a dar os primeiros passos em alguns países; de imediato estabeleceu contactos e com o apoio do Departamento de Linguística da Universidade de Lisboa inicia, na década de 80,  a investigação sobre a “ comunicação gestual “ das pessoas surdas, deixando de leccionar na Universidade de Lisboa.
Esta opção trouxe, inevitavelmente, uma autêntica viragem na vida profissional  de Maria Augusta Amaral tanto em termos científico-profissionais  como nas atividades e funções desempenhadas que passamos a especificar:
- diretora do Instituto Jacob Rodrigues Pereira da Casa Pia de Lisboa ( Instituto  dedicado à Educação de Surdos );
- investigadora  da “comunicação gestual “    dos surdos    (Departamento de Linguística da Universidade de Lisboa );
- professora e orientadora de estágios nos Cursos de Formação de Professores  de Deficientes Auditivos ( Centro de Formação da Direcção Geral de Assistência );
- professora e coordenadora do Curso de Educadores da Casa Pia de Lisboa ;
- professora, orientadora e membro do núcleo de Apoio ao Curso de Especialização para o Ensino de Deficientes Auditivos (Casa Pia de Lisboa);
- professora convidada para Acções de Formação e Reciclagem a professores dos Ministérios da Educação e da Segurança Social;
- formadora no Centro de Formação de professores da Associação Portuguesa de Professores e Técnicos de Reabilitação de Crianças e Jovens Surdos, nas áreas da Surdez, Comunicação e Linguística;
- membro do Grupo de trabalho para o Reconhecimento da LÌngua Gestual Portuguesa (reconhecimento efetivado em 3 de Setembro de 1997);
- membro de inúmeros júris para discussão de monografias e teses de Mestrado e Doutoramento;
- professora e organizadora de Mestrados e Doutoramentos a convite da Universidade Católica de Lisboa;
- presidente da Associação Portuguesa de Professores e Técnicos de Reabilitação de Crianças e Jovens Surdos;
- diretora da revista “ Para Além do Silêncio “;
- formadora reconhecida pelo Conselho Cientifico- Pedagógico da Formação Contínua de Professores.
Todas estas funções tiveram intrínsecamente origem em projetos de investigação que desenvolvia na área da surdez:
- investigação sobre a comunicação gestual das crianças e jovens surdos portugueses que levou à conclusão de tratar-se de uma língua – a Língua Gestual Portuguesa ( LGP );
- investigação sobre a aquisição e desenvolvimento da LGP em crianças surdas sem oralidade e com contacto tardio com a LGP;
- investigação centrada nas metodologias de educação e ensino da LGP como primeira língua das crianças surdas  e da Língua Portuguesa ( LP ) oral e/ ou escrita como sua segunda língua;
- investigação  e construção de um Modelo Bilingue para as crianças surdas portuguesas;
- investigação sobre a aprendizagem da leitura nas crianças surdas.
Devido ao êxito destes projetos foi nomeada responsável portuguesa pelo trabalho conjunto com as seguintes Universidades e Institutos:
- University of Bristol, Reino Unido
- University of Durham, Reino Unido
- Universiteit van Amsterdam, Holanda
- Consiglio Nazionalle della Richerche, Itália
- Centro de Recursos para la Educación Especial, Ministério de la Educación, Espanha
- Daves Center for Total Kommunikation, Dinamarca
- Universidade de Letras, Departamento de Linguística, Lisboa
- Universidade de Psicologia e Ciências da Educação da Universidade de Lisboa
- Universidad de Barcelona, Espanha
- Universidade de Campinas, S.Paulo, Brasil
- Universidade de Campinas, Rio Grande do Sul, Brasil
- Faculdade de Motricidade Humana da Universidade Técnica de Lisboa
Destacam-se, ainda, dois Estágios na Universidade de Gallaudet, um, na área da Linguística “ Metodologias da Investigação “ e outro sob o tema “ Linguistics of Sign Languages “ orientado pelo Professor Robert Johnson e um estágio na Universidade de San Diego na Califórnia orientado pela Investigadora Ursulla Bellugi sob a temática “ Sign Languages Research “.
Toda a investigação que Maria Augusta Amaral desenvolveu permitiu-lhe trabalhar em parceria com os mais destacados linguistas/Investigadores das várias línguas gestuais tais como:
Inger Ahlgren, Ursula Bellugi, Edward Klima, Beppie Bogaerd, C. Caselli, Virgínia Volterra, Anne Mills, S. krashen, Jim Kyle, Bencie Wool, Scott  Liddell, Carol Padden, H. Poizner, P. Siple, Carmen Triadó, Jean Grémion e Robert Johnson.
Estes investigadores deslocaram-se a Portugal para trabalhar com a equipa de investigação de Língua Gestual Portuguesa, especialmente convidados para o “1.º Congresso Ibero- Americano de Educação Bilingue para Surdos , sob o patrocínio e organização da Casa Pia de Lisboa e da Universidade de Lisboa e , ainda, ao abrigo do Programa Europeu “ Human, Capital and Humanity.
Na Educação, a situação bilingue e bicultural da criança surda conduziu a que se procurasse encontrar o “ tipo de educação “ adaptado à população portuguesa e a que se criassem. ainda, modelos e protótipos para os diferentes graus de ensino. Assim, com as novas metodologias de educação propostas e postas em prática, os surdos passaram a visionar uma igualdade de oportunidades  com os  seus pares ouvintes.
Neste novo contexto educacional tornou-se urgente proporcionar formação aos docentes para ministrar o novo modelo educativo; daí que tivessem de frequentar cursos de LGP para poderem comunicar com os seus alunos e aprofundar conhecimentos linguísticos para ensinar a Língua Portuguesa como segunda língua das crianças surdas. Um destaque merecido à equipa de docentes de excelência do Instituto Jacob Rodrigues Pereira que se empenhou de forma excepcional nesta difícil tarefa de mudança em prol das crianças surdas.
Também os intérpretes de LGP foram reconhecidos como tal e foram criados Cursos em Instituições de Ensino Superior para a formação de intérpretes de LGP com a devida qualificação.
Criou-se ainda uma nova profissão- professor de LGP- para ministrar esta nova disciplina.
De referir que toda a comunidade surda, principalmente as Associações de surdos, foi envolvida nos projetos desenvolvidos e a desenvolver onde puseram todo o seu empenho na luta pelos seus direitos.
Terminamos, assim, o resumo da caminhada encetada por Maria Augusta Amaral que, sendo difícil e complexa nunca consentiu a vacilação.
Muito se fez, muito se conquistou e muito ainda há para fazer; urge continuar com o mesmo empenho e dedicação com que se iniciou.
PUBLICAÇÕES
Artigos
AMARAL, M. A., "Modelo de Educação e Ensino Bilingue para Surdos", in Actas do Congresso Internacional Bilinguismo – Educação para Surdos – Práticas e Perspectivas, S. Paulo, 2008.
AMARAL, M. A., "Perspectivas Teóricas na Aquisição da Linguagem em Crianças Surdas", in Bispo, M., et alii, O Gesto e a Palavra, Editorial Caminho, Lisboa, 2006.
AMARAL, M. A., COUTINHO, A. E., "Inovação, Teoria e Prática no Ensino Bilingue de crianças Surdas", in COELHO, O. - Prescrutar e Escutar a Surdez, Ed. Afrontamento, Porto, 2005.
AMARAL, M. A., Coutinho, A.E.,“A Criança Surda: Educação e Inserção Social”, in Psicologia, Ed. ISPA, 2004.
AMARAL, M. A., "A Educação de Surdos no Instituto Jacob Rodrigues Pereira - Portugal: Aplicação de um Modelo Bilingue ", in Revista da FEPAL (Federação Espanhola de Professores de Audição e Linguagem), Sevilha, 2004.
AMARAL, M. A. e COUTINHO, A. E. - "I Congresso Ibero-Americano de Educação Bilingue para Surdos", in Revista da Casa Pia de Lisboa, n-°20, CPL, Lisboa, 1998.
AMARAL, M. A., "Instituto Jacob Rodrigues Pereira: Contribuições para a sua História Recente", in Revista da Casa Pia de Lisboa, n°15, CPL, Lisboa, 1995.
AMARAL, M. A., "Porquê o Interesse Crescente pela Língua Gestual", in Integrar, n°6, SNR, Lisboa, 1995.
AMARAL, M. A., "Reflectindo sobre a Educação de Surdos", in Integrar, n°2, SNR, Lisboa, 1993.
AMARAL, M. A., "Linguagem Gestual de Crianças e Jovens Surdas", in Para Além do Silêncio, n°2, APPTRCJS, Lisboa, 1993.
AMARAL, M. A., "E assim Nasceu o Cisne …", in Revista da Casa Pia de Lisboa, n°10, CPL, Lisboa, 1992.
AMARAL, M. A., "Linguagem Gestual de Crianças e Jovens Surdas", in Revista da Casa Pia de Lisboa, n°8, CPL, Lisboa, 1991.
AMARAL, M. A., "As crianças Surdas: Novas Perspectivas Educativas", in Revista da Casa Pia de Lisboa, n°5, CPL, Lisboa, 1990.
Livros
AMARAL, M. A., Língua Gestual e Leitura em Crianças Surdas - Estudo Experimental de Aplicação de um Modelo Bilingue, Tese de Doutoramento em Linguística Aplicada, Ed. DSEL.ORG, Lisboa, 2008. (www.dsel.org)
AMARAL, M. A. e COUTINHO, A. E. - Método escondido com Mestre de fora, Casa Pia de Lisboa, 1996.
AMARAL, M. A.; COUTINHO, A. E. e DELGADO-MARTINS, M. R. - Para uma Gramática da Língua Gestual Portuguesa, Editorial Caminho Lisboa, 1994.
AMARAL, M. A. e COUTINHO, A. E. – Programa do Instituto Jacob Rodrigues Pereira, Casa Pia de Lisboa, 1997 (edição limitada).
- Para uma Gramática de Língua Gestual Portuguesa[3] - primeira obra portuguesa de investigação sobre a LGP.